# Tagebau Haselbach
Der Tagebau Haselbach war ein  Tagebau zur Gewinnung von Braunkohle im nördlichen Altenburger Land bzw. im Südraum von Leipzig. Er war zwischen 1955 und 1977 in Betrieb. Durch ihn verschwand ein Großteil des Altenburger Kammerforsts von der Landkarte. Der Tagebau Haselbach lag im Süden des Bornaer Reviers und nördlich des Meuselwitz-Altenburger Braunkohlereviers, welche beide zum Mitteldeutschen Braunkohlerevier gehören.

## Geographische Lage
Der Tagebau Haselbach lag 30 Kilometer südlich von Leipzig zwischen Lucka im Westen und Regis-Breitingen im Osten. Der namensgebende Ort Haselbach lag im Südosten. Durch das Areal verläuft seit 1990 die Landesgrenze zwischen Sachsen und Thüringen. Im Osten wurde das Gebiet des Tagebaus durch die Bahnstrecke Leipzig–Hof begrenzt. Das geflutete Tagebaurestloch trägt heute die Bezeichnung „Haselbacher See“. Im Süden befindet sich der erhalten gebliebene Teil des Kammerforsts.

## Geschichte

### Die Tiefbaugrube Adelheid und die Tagebaue Adelheid I und II
In Haselbach, das zwischen dem Bornaer Revier im Norden und dem Meuselwitz-Altenburger Revier im Süden liegt, war der Abbau von Braunkohle im  19. Jahrhundert zunächst gescheitert. 1909 erfolgte jedoch die Erschließung der kleinen Tiefbaugrube 141 und die Errichtung der „Brikettfabrik Adelheid“ durch die Herzogin-Adelheid-Kohlenverwertungsgesellschaft. Aufgrund von Wassereinbrüchen musste der Tiefbau jedoch bereits im Jahr 1911 wieder aufgegeben werden.
Daraufhin wurden die beiden Tagebaue Adelheid I westlich von Haselbach und Adelheid II östlich des Orts aufgeschlossen. Im Jahr 1927 begann im auslaufenden Tagebau Adelheid II die Verkippung von Abraum aus dem nördlich von Regis-Breitingen liegenden Tagebau Regis. Aus diesem erhielt die Brikettfabrik Adelheid nun die nötige Rohbraunkohle.

### Der Tagebau Haselbach
Im Borna-Leipziger und im Meuselwitz-Altenburger Braunkohlerevier standen zu Beginn der 1950er Jahre mehrere kleinere Tagebaue vor der Auskohlung. Dies waren u. a. die Tagebaue Zechau (1931–1959), Zipsendorf-West (1938–1952) und die Tiefbaugruben in Untermolbitz (bis 1958) und Eugen-Schacht in Großröda (bis 1959). Außerdem sollte im Tagebau Ruppersdorf (1944–1957) nördlich von Wintersdorf, der nach der Überflutung des Tagebaus Blumroda durch das Pleißehochwasser 1954 zur Stabilisierung der Förderkapazität in den Revieren benötigt wurde, die Förderung im Jahr 1957 planmäßig enden.
Um die kontinuierliche Versorgung der Brikettfabriken, u. a. in Zechau, Kriebitzsch, Haselbach, Rositz und Zipsendorf, sowie einer Vielzahl anderer Veredlungsanlagen im Revier mit Kohle weiterhin sicherzustellen, war ein schneller Aufschluss eines Folgetagebaus notwendig. Dieser erfolgte im Jahr 1955. Sein Abbaugebiet, das für eine Laufzeit von 30 Jahren ausgelegt war, lag westlich der Bahnstrecke Leipzig–Hof zwischen Deutzen und Großhermsdorf im Norden sowie Haselbach und dem Kammerforst im Süden. Im Westen reichte das Abbaugebiet des nach dem Ort Haselbach benannten Tagebaus Haselbach bis an die Siedlungen Ramsdorf und Wildenhain heran.
Zwischen dem ersten Aufschluss und der Kohleförderung vergehen in der Regel drei Jahre. Da die Entscheidung zur Eröffnung des Tagebaus Haselbach im Jahr 1954 somit aber zwei Jahre später als erforderlich fiel, war der 1955 erfolgte Aufschluss von gravierenden Startschwierigkeiten begleitet. Unter anderem gab es Probleme bezüglich der erforderlichen Erkundung und der verspäteten Entwässerung des Abbaufeldes, der sozialen Versorgung und Unterbringung der Bergarbeiter sowie der Bereitstellung von Ausrüstungen und Material, besonders für den Aufbau des Zugbetriebes. Da das Abbaufeld mitten im Kammerforst lag, waren zunächst umfangreiche Rodungen erforderlich, mit denen der zuständige Forstbetrieb überfordert war. Dadurch verzögerte sich die für die Aufnahme der Förderung erforderliche Anbindung an das Netz der Kohlenbahn. Die erste Belegschaft des Tagebaus bestand u. a. aus Kumpeln des auslaufenden Tagebaus Ruppersdorf, des stillgelegten Tagebaus Einheit bei Zeitz und des überfluteten Tagebaus Blumroda.
1954 wurde im Tagebau Haselbach die Feldentwässerung aufgenommen. Da aus Kostengründen nur veraltete Technik zur Ableitung stark wasserführender Schwemmsandschichten zur Verfügung stand, geschah das Abteufen mit großen Schwierigkeiten. Nachdem der Abraumbagger 367 Es 425 im Februar 1955 vom Tagebau Ruppersdorf nach Haselbach umgesetzt worden war, trug dieser ab dem 1. Juni 1955 das Deckgebirge unweit der tausendjährigen „Lämmereiche“ ab. Da im Tagebau Haselbach zunächst ein Absetzer fehlte, wurden die Aufschlussmassen in den stillgelegten Tagebauen Marie I (Waltersdorf) (1908–1935) als Spülkippe und Marie III (Ruppersdorf) (1944–1957) als Außenkippe deponiert. 1956 erhielt der Tagebau Haselbach einen Absetzer vom Typ As 560 aus dem Tagebau Witznitz, wodurch die Einspülung im Tagebaurestloch Marie I endete. Für den zweiten Abraumschnitt des Tagebaus Haselbach wurde der Bagger 512 D 650 im Jahr 1956 unter großen Schwierigkeiten von Ruppersdorf nach Haselbach gebracht. Da das Anlegen einer Schneise durch den Kammerforst zeitlich und wirtschaftlich nicht zu vertreten war, musste der Weg durch das hochwassergefährdete Tal der Schnauder zwischen Wildenhain und dem Kammerforst gewählt werden. Aufgrund starker Regenfälle im Sommer 1955 musste der Transport mehrmals unterbrochen werden. Bis im Jahr 1960 die Innenverkippung im Tagebau Haselbach einsetzte, wurde der Abraum zu Außenkippen gefahren. Ab 1956 erfolgte die Verkippung des restlichen Ruppersdorfer Abraums und von Haselbacher Material im Tagebau Ruppersdorf. Dabei kam der Absetzer aus dem Tagebau Marie II (Wintersdorf) zum Einsatz. Da zu diesem Zeitpunkt noch keine Innenverkippung im Tagebau Haselbach möglich war, führte der Überschuss an Bodenmassen zu einer Überflurkippe, der „Halde Ruppersdorf“. Der Tagebau Marie I wurde bis auf ein kleines Restloch vollständig verfüllt.
Zwei Jahre nach der ersten Abraumbaggerung verließ im November 1957 der erste Kohlenzug den Tagebau Haselbach. Die Förderung erfolgte mit dem Raupenbagger 167 R 200. Sie war für 30 Jahre geplant. Zwischen 1955 und 1965 drehte der Tagebau entgegen dem Uhrzeigersinn um den Drehpunkt unweit der „Lämmereiche“ nach Norden. Seit 1960 erfolgte die Innenverkippung in ausgekohlten Abschnitten des Tagebaus.
Nachdem der Drehpunkt nach Norden verlegt wordee war, konnte zwischen 1966 und 1970 die Kohle des „Nordfelds“ gewonnen werden. Dabei drehte der Tagebau weiterhin entgegen dem Uhrzeigersinn. Da im Jahr 1970 das bereits ab 1954 abgebaute Areal des Tagebaus Schleenhain erreicht wurde, erfolgte die Rückverlegung des Drehpunkts. Das „Westfeld“ wurde ebenfalls entgegen dem Uhrzeigersinn in Richtung Süden abgebaut, wobei auch Teile der ehemaligen Tiefbaugrube Ramsdorf überbaggert wurden. Mit der Kohle des Tagebaus Haselbach und des benachbarten Tagebaus Schleenhain wurden die Brikettfabriken und Kraftwerke des Bornaer und Meuselwitz-Altenburger Reviers versorgt. Im August 1977 führte eine Rutschung auf der Innenkippe zu einer Havarie des Absetzers 1037 As 1120. Da aufgrund der hohen Reparaturkosten ein Weiterbetrieb unwirtschaftlich geworden wäre, wurde am 18. August 1977 der Tagebau Haselbach abrupt stillgesetzt. Die Förderung wurde nie wieder aufgenommen. Die Brikettfabrik Haselbach war hingegen noch bis 1990 in Betrieb.

### Rekultivierung des Tagebaus Haselbach
Da bereits seit 1960 Abraum in ausgekohlten Bereichen des Tagebaus verkippt wurde, konnten diese Areale schon früh wieder nutzbar gemacht werden. Während der Betriebszeit wurden auf den Innenkippenflächen auf etwa 400 Hektar verschiedene Baumkulturen angepflanzt, aus denen als Bergbaufolgelandschaft ein dichter Mischwald entstand. Aufgrund der Beschädigung des Absetzers durch das Abrutschen der Innenkippe endeten die Kohlenförderung und die Innenverkippung im Tagebau Haselbach im Jahr 1977 abrupt. Da eine Wiederaufnahme der Förderung aufgrund der hohen Reparaturkosten des Absetzers ausgeschlossen war, begann man mit der Gestaltung des Restlochs. Nach damaligen Plänen des Rates des Bezirks Leipzig sollte ein maximal 16 Meter tiefes Gewässer entstehen.
Bei der Einstellung der Kohleförderung im Jahr 1977 blieben im Gebiet des Tagebaus Haselbach zunächst drei voneinander getrennte Restlöcher übrig. Von den Restlöchern Haselbach I-III war das Restloch Haselbach III das größte, in dem nach einer Teilverkippung der Haselbacher See entstand. Das Restloch II südlich von Heuersdorf wurde vollständig mit Abraum verfüllt. Die dazu benötigten Erdmassen erhielt man aus Abraum der Tagebaue Schleenhain (seit Anfang der 1980er Jahre) und Groitzscher Dreieck (ab Mitte 1982). Der für 1989 geplante Abschluss dieser Arbeiten verzögerte sich aufgrund der mit der Deutschen Wiedervereinigung 1989/90 einhergehenden wirtschaftspolitischen Veränderung. Da sie zu einem drastischen Rückgang des Braunkohlebedarfs in kurzer Zeit führte, wurde weniger Kohle gefördert, wodurch auch weniger Abraum zur Verfügung stand. Somit wurden die Abschlussarbeiten erst 1995 beendet. Das Restloch konnte mit einer 40 Meter mächtigen Abraumschicht weitgehend gefüllt werden, wodurch es eine flache und ebene Form erhielt. Im Mittel ist es 7,4 Meter tief.
Das Restloch I diente bis zur Schließung der Brikettfabrik Haselbach als Deponie für Kohletrübe, Asche, Futtermittelrückstände, Hausmüll und Bauschutt. Für die ab 1991 geplante Rekultivierung und Verfüllung fehlte jedoch geeignetes Material, so dass aus dem Areal nun ein See entstehen soll. Nördlich der zurückgebauten Tagesanlagen blieb ein rund ein Hektar großes Restloch übrig, in dem sich ein See mit einer Tiefe von 32,7 Metern gebildet hat. Die Sicherung der Böschungen erfolgte bis 1995 mit Abraum aus dem Tagebau Vereinigtes Schleenhain.

## Förderleistung des Tagebaus
Im Tagebau Haselbach (Gesamtlaufzeit zwischen 1955 und 1977) wurden in 22 Jahren 357 Mio. Kubikmeter Abraum und in 20 Jahren 126 Mio. Tonnen Kohle gefördert. Der von 1964 bis 1975 für die keramische Industrie gewonnene Ton wurde auf einer 80 Hektar großen Halde im Tagebaubereich westlich von Haselbach gesammelt und bis in die Gegenwart abgebaut. Ursprünglich war der Tagebau Haselbach für eine Laufzeit von 30 Jahren ausgelegt. Er nahm eine Fläche von 10,9 km² in Anspruch. Die Kohlenflöze des Tagebaus Haselbach waren das Flöz II (Bornaer Hauptflöz), welches meist durch eine Ober- und Unterbank getrennt war, und das Flöz I (Sächsisch-Thüringisches Unterflöz).

## Devastierte Ortschaften
Im Gegensatz zu den benachbarten Tagebauen wurden durch den Tagebau Haselbach keine Siedlungen oder Häuser zerstört. Jedoch erfolgte bereits seit Beginn des Kohleabbaus die Abholzung großer Teile des Kammerforsts. Aufgrund der bergbaulichen Entwicklung wurde die Schnauder nach 1972 auf einem Abschnitt von einem Kilometer verlegt. Ebenso erhielt ein Teilabschnitt des Saalgrabens ein neues Bett.